# 安達積·高馬斯
安達積·高馬斯（英語：Andrej Komac，1979年12月4日—），是一名斯洛文尼亞足球运动员，司职中場，目前效力以甲球队特拉維夫馬卡比，他在哥利卡首先獲得了名聲。他還曾效力比摩治、奧林比查和馬利迪莫，他曾引起了多間球會注意，如士砵亭、紐卡素和多蒙特。他效力於瑞典球會佐加頓斯至2009年6月合約結束。2009年8月，他加盟了以色列球會特拉維夫馬卡比。

## 國際賽生涯
高馬斯曾代表斯洛文尼亞不同級別國家隊，從u15歲到成年隊，他還參與了2006年世界杯外圍賽，但未能晉身德國決賽週。他目前為國家隊上陣38次。

## 榮譽

### 哥利卡
- 斯洛文尼亞甲組聯賽: 2004-05 , 2005-06

## 連結
- Player profile （页面存档备份，存于）
- Player profile （页面存档备份，存于）
- Career details （页面存档备份，存于）